# Audree Norton
Pour les articles homonymes, voir Norton.
Audree Lauraine Norton est une actrice sourde américaine, née le 13 janvier 1927 à Great Falls et morte le 22 avril 2015.

## Biographie
Audree est née entendante le 13 janvier 1927. Ses parents sont Lauraine et Joseph Bennett.
Elle devient sourde à l’âge de deux ans à la suite d'une méningite. Elle a étudié à l’Université Gallaudet et obtenu le diplôme en 1952 .
En 1966, Audree Norton fait partie des fondateurs du National Theatre of the Deaf.

## Vie privée
Audree Norton et son mari sourd, Kenneth, ont trois enfants : une fille Nikki et deux garçons Kurt et Dane (mort en 1990).

## Filmographie
- 1968 : Mannix Saison 2 Episode 1: Jodie
- 1970 : Cher oncle Bill
- 1975 : Les Rues de San Francisco

## Distinctions et récompenses
- Doctorat honorifique en droit de l'Université Gallaudet en 2012[4].